# Парламентские выборы в Литве (2012)
Парламентские выборы в Литве 2012 года прошли в два тура, 14 и 28 октября. Всего было избрано 139 депутатов Сейма (70 — по партийным спискам, 69 — по одномандатным округам). Выборы в округах № 48 (Биржайский и Купишкский районы) и № 52 (Зарасайский район и Висагинас) были отменены в связи с нарушениями. Повторное голосование в этих округах состоялось 3 марта 2013 года. Одновременно с первым туром выборов в стране прошёл референдум по вопросу о строительстве новой АЭС.

## Предвыборная кампания
По партийным спискам в выборах участвовали 17 партий и коалиция «За Литву в Литве» из четырёх малых партий (итого — 18 участников). Избирательный барьер для партий составляет 5 %, для коалиции — 7 %. Несколько партий выставили своих кандидатов только в одномандатных округах, поэтому всего в выборах участвует 27 партий. Всего для участия в выборах зарегистрировано около двух тысяч кандидатов; в некоторых одномандатных округах на одно место претендует 15 и более кандидатов.
| Результаты предвыборных социологических опросов (сентябрь) |
| ---------------------------------------------------------- |
|                                                            |

Результаты предвыборных опросов, однако, не могли отразить итоговую расстановку сил, так как выборы проходили не только по партийным спискам, но и в одномандатных округах. Так, например, Избирательная акция поляков Литвы традиционно опирается на компактно проживающее польское меньшинство, которое может обеспечить несколько мест по одномандатным округам, хотя в среднем по стране партия согласно опросам могла рассчитывать на поддержку лишь 1,9 % избирателей. Кроме того, ряд партий, например, «Путь мужества», рассчитывали на поддержку неопределившихся. Неясным оставался и возможный расклад сил после выборов, поскольку основные партии долго не могли определиться с возможными союзниками. Так несмотря на то, что ещё в мае социал-демократы заключили соглашение о сотрудничестве и создании коалиции после выборов с партией «Порядок и справедливость», и трудовиками, многие в СДПЛ по прежнему с осторожностью относились к перспективам сотрудничества с Партией труда — потенциально одной из двух крупнейших в Сейме. В то же время, сами трудовики выразили готовность сотрудничать с СДПЛ и «Порядком и справедливостью».
По данным предвыборных опросов, наибольшей популярностью в качестве претендентов в премьер-министры пользовались Альгирдас Буткявичюс (СДПЛ; 15 %) и Ирена Дегутене (СО—ЛХД; 14,8 %), Виктор Успасских (Партия труда) — 12,9 %, Роландас Паксас («Порядок и справедливость») — 7,2 %, а действующий премьер-министр Андрюс Кубилюс имел рейтинг лишь 4,7 %.
2 октября началось досрочное голосование на участках за пределами Литвы; досрочное голосование в самой Литве началось 10 октября.
Выборы проходили в обстановке недовольства политикой правительства и правящей партии Союз Отечества — Литовские христианские демократы, деятельность которых негативно оценивали 31,9 % граждан, а «скорее отрицательно» — ещё 51 %.

## Результаты
| Результаты выборов по партийным спискам | Результаты выборов по одномандатным округам (определены 67 из 71 депутатов) |
| --------------------------------------- | --------------------------------------------------------------------------- |
|                                         |                                                                             |

| Партия | Партия                            | Мест ПС | Мест ОО | Всего мест | Изменение |
| ------ | --------------------------------- | ------- | ------- | ---------- | --------- |
|        | Социал-демократическая партия     | 15      | 23      | 38         | ▲ 13      |
|        | Союз Отечества — ЛХД              | 13      | 20      | 33         | ▼ 12      |
|        | Партия труда                      | 17      | 12      | 29         | ▲ 19      |
|        | Порядок и справедливость          | 6       | 5       | 11         | ▼ 4       |
|        | Движение либералов                | 7       | 3       | 10         | ▼ 1       |
|        | Избирательная акция поляков Литвы | 5       | 3       | 8          | ▲ 5       |
|        | «Путь мужества»                   | 7       | 0       | 7          | новая     |
|        | Союз крестьян и зелёных           | 0       | 1       | 1          | ▼ 2       |
|        | Независимые депутаты              | 0       | 3       | 3          | —         |

Социал-демократическая партия Литвы стала крупнейшей партией в Сейме, опередив правящую правоцентристскую коалицию премьер-министра Андрюса Кубилюса. Новым главой правительства стал лидер социал-демократов Альгирдас Буткявичюс.

## Обвинения в подкупе избирателей
Литовская полиция провела расследование 27 случаев возможного нарушения законодательства о выборах, в том числе 18 случаев с подозрением на подкуп избирателей. Большинство из них связаны с Партией труда. В ответ лидер Партии труда Успасских назвал обвинения политически мотивированными.
Появилась компрометирующая видеозапись сомнительной достоверности о переговорах представителей ПТ с тюремными авторитетами о намерении «купить» голоса заключённых в местах лишения свободы. Однако, несмотря на то что в Правенишкес ПТ получила голосов больше чем в других регионах, никаких реальных подтверждений этого, как заявил министр юстиции Р. Шимашюс, не имеется и были зафиксированы лишь мелкие нарушения, сам же этот факт можно объяснить лишь активной агитацией ПТ среди заключённых.
Президент Литовской Республики Даля Грибаускайте заявила, что не может согласиться с вхождением Партии труда в правительство из-за подозрений в её адрес в фальсификации выборов (литовская прокуратура утверждала, что два кандидата от Партии труда победили благодаря подкупу избирателей), а также обвинений в адрес Успаских в незаконном финансировании партии. Грибаускайте обратилась в Конституционный суд Литвы с запросом по поводу нарушений Закона о выборах Сейма, зафиксированных во время выборов. Суд признал нарушения закона, но решил, что это не является основанием для пересмотра итогов голосования. В итоге было назначено повторное голосование в двух округах.

## Коалиция
31 октября назначенный премьер-министром Буткявичюс подтвердил намерение создать коалицию социал-демократов с трудовиками и партией «Порядок и справедливость», при возможном участии Избирательной акции поляков Литвы. Уходящий премьер-министр Андрюс Кубилюс предложил свою партию Союз Отечества в качестве альтернативного партнёра по коалиции, объявив о готовности к переговорам с социал-демократами. Тем не менее, Альгирдас Буткявичюс заявил, что никаких переговоров с Кубилюсом не планируется.
26 ноября 2012 года президент Литвы свои указом назначил главой правительства лидера социал-демократов Альгирдаса Буткявичюса. 7 декабря был утверждён состав нового кабинета министров. 13 декабря новые министры принесли присягу.
В правительство вошли 15 человек. Пост премьер-министра занял социал-демократ Альгирдас Буткявичюс, также в кабинет вошли ещё 7 социал-демократов (министр финансов, министр национальной обороны, министр транспорта, министр здравоохранения, министр юстиции, министр иностранных дел и министр экономики), 4 трудовика (министр социальной защиты и труда, министр образования и науки, министр культуры и министр сельского хозяйства), 2 представителя партии «Порядок и справедливость» (министр охраны окружающей среды и министр внутренних дел) и 1 член Избирательной акции поляков Литвы (министр энергетики).